# Hranice u Nových Hradů
Hranice (deutsch Julienhain, tschechisch bis 1901: Julienhajn) ist eine Gemeinde in Tschechien. Sie liegt sieben Kilometer südwestlich der Stadt Suchdol nad Lužnicí umgeben von Wäldern im Quellengebiet des Flüsschens Tušť (Schwarzbach), eines Zuflusses der Lainsitz.

## Geographie
Hranice befindet sich rund 22 Kilometer von Budweis entfernt. An Hranice grenzt Nové Hrady im Okres České Budějovice sowie Dvory nad Lužnicí und Suchdol nad Lužnicí im Okres Jindřichův Hradec.

## Geschichte

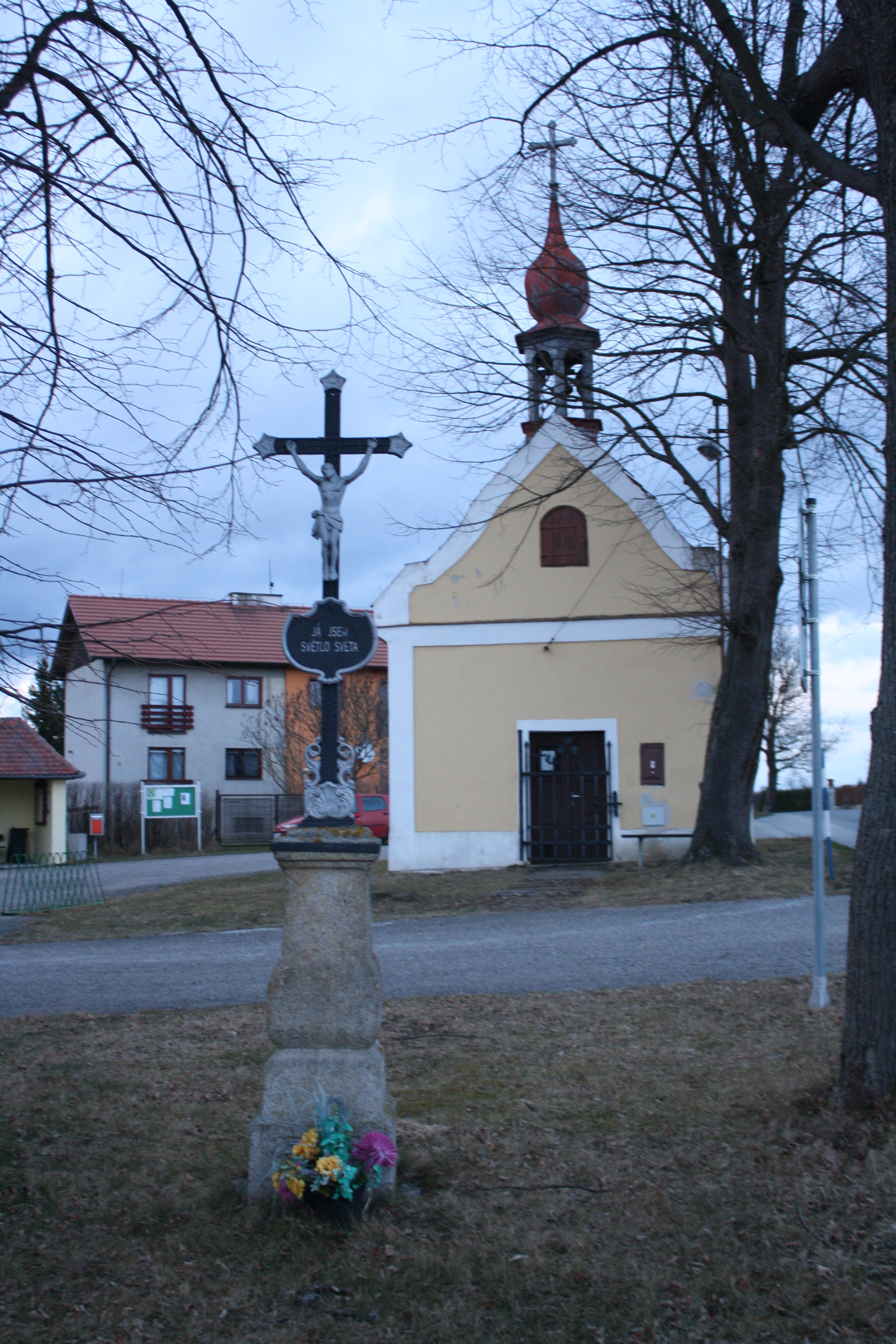
Kapelle in Hranice

Die Ansiedlung Julienheim wurde zwischen 1790 und 1791 durch Johann Graf Bucquoy in den Wäldern der Herrschaft Gratzen angelegt, nach dem dieser den Teil des Roten Mooses am Schwarzbach trockenlegen ließ.
Im Jahre 1840 bestand das Dominikaldorf Julienheim aus 78 Häusern mit 490 gemischtsprachigen Einwohnern. Im Ort gab es ein Wirtshaus. Abseits lagen das Jägerhaus Granitz (Hranice) als Sitz des Granitzer Reviers, das Hegerhaus Kling (Klín) und eine Ziegelbrennerei. Eine der Haupterwerbsquellen war die Herstellung von Wagenschmiere. Gepfarrt war das Dorf seit seiner Gründung nach Gratzen. Bis zur Mitte des 19. Jahrhunderts blieb das Dorf immer der Herrschaft Gratzen untertänig.
Nach der Ablösung der Patrimonialherrschaften bildete Julienheim ab 1849 einen Ortsteil der Gemeinde Böhmdorf (Byňov) im Gerichtsbezirk Gratzen. Ab 1868 gehörte das Dorf zum Bezirk Kaplitz und wurde 1886 eigenständig. In der zweiten Hälfte des 19. Jahrhunderts wurde der Ortsname in Julienhain abgewandelt. Der tschechische Name Hranice u Nových Hradů wurde am 30. November 1901 vom Innenministerium in Wien als neben der deutschen Bezeichnung geltender Ortsname bestätigt und ersetzte die bisher verwendete Transkription Julienhajn. Die Bezeichnung Hranice (deutsch Grenze) rührt daher, dass der Ort bis 1920 an der Landesgrenze zwischen Böhmen bzw. ab 1918 der Tschechoslowakei und Österreich lag. Das auf der österreichischen Seite der Grenze gelegene Dorf Tannenbruck gehörte ursprünglich zum Bezirk Gmünd in Niederösterreich und lag in dem Teil des Weitraer Gebiets, der im Vertrag von Saint-Germain 1920 der Tschechoslowakei zugesprochen wurde. Das Dorf erhielt in der Folge den tschechischen Namen Trpnouze.
Die Bevölkerung von Julienhain / Hranice war gemischtsprachig, wobei das Dorf mehrheitlich tschechisch besiedelt war. Von den 553 Einwohnern im Jahre 1913 waren 378 Tschechen und 171 Deutsche. Ab 1949 gehörte die Gemeinde zum Okres Trhové Sviny und wurde im Zuge der Gebietsreform von 1960 dem Okres České Budějovice zugeordnet. 1961 erfolgte die Eingemeindung von Trpnouze nach Hranice u Nových Hradů. Am 1. Juli 1985 wurde Hranice nach Nové Hrady eingemeindet, gleichzeitig entfiel der Zusatz u Nových Hradů als Teil der offiziellen Ortsbezeichnung. Seit dem 24. November 1990 ist Hranice wieder eine Gemeinde.

## Gemeindegliederung
Die Gemeinde Hranice besteht aus den Ortsteilen Hranice (Julienhain) und Trpnouze (Tannenbruck). Zu Hranice gehören außerdem die Wohnplätze Blata (Mooshäuser), Deset Chalup, Dolejší Chalupy (bis 1948: České Chalupy), Hořejší Chalupy (bis 1948: Německé Chalupy), Hlemýždí Chalupy (Schneckenhäuser), U Bavinků, U Dubu, U Dudáků, U Šímů und U Sládků. Grundsiedlungseinheiten sind Blata, Dolejší Chalupy, Hořejší Chalupy, Hranice und Trpnouze.

## Bevölkerungsentwicklung
| Jahr      | 1869 | 1880 | 1890 | 1900 | 1910 | 1921 | 1930 | 1950 | 1961 | 1970 | 1980 | 1991 | 2001 | 2011 | 2021 |
| --------- | ---- | ---- | ---- | ---- | ---- | ---- | ---- | ---- | ---- | ---- | ---- | ---- | ---- | ---- | ---- |
| Einwohner | 874  | 831  | 791  | 841  | 773  | 680  | 572  | 372  | 386  | 327  | 275  | 242  | 243  | 195  | 187  |

## Sehenswürdigkeiten
- Kapelle